# Bunki Bankaitis-Davis
Danute Monika "Bunki" Bankaitis-Davis (Estados Unidos, 2 de janeiro de 1958 - 29 de janeiro de 2021) foi uma ciclista olímpica norte-americana.

## Carreira
Representou sua nação na prova de corrida individual em estrada nos Jogos Olímpicos de Verão de 1988, em Seul.

## Morte
Morreu em 29 de janeiro de 2021, aos 63 anos.